# Malaysia i olympiska sommarspelen 1988
Malaysia deltog i de olympiska sommarspelen 1988 med en trupp bestående av nio deltagare, men ingen av landets deltagare erövrade någon medalj.

## Bordtennis
| Spelare                     | Gren      | Inledande omgång                                                                                                | Åttondelsfinal    | Kvartsfinal       | Semifinal         | Final             |
| Spelare                     | Gren      | Motståndare Poäng                                                                                               | Motståndare Poäng | Motståndare Poäng | Motståndare Poäng | Motståndare Poäng |
| --------------------------- | --------- | --- | ----------------- | ----------------- | ----------------- | ----------------- |
| Wai Cheng Lau               | Damsingel | Li (CHN) L 0-3 Mok (HKG) L 0-3 Ishida (JPN) L 0–3 Tepper (AUS) W 3-0 Patricia Offei (GHA) W 3-1 5:a i gruppen   | Gick inte vidare  | Gick inte vidare  | Gick inte vidare  | Gick inte vidare  |
| Mee Wan Leong               | Damsingel | Boulatova (URS) L 0-3 Hrachova (TCH) L 0-3 Chang (TPE) L 0–3 Bogaerts (BEL) L 0-3 Roy (IND) W 3-0 5:a i gruppen | Gick inte vidare  | Gick inte vidare  | Gick inte vidare  | Gick inte vidare  |
| Wai Cheng Lau Mee Wan Leong | Damdubbel | Kina L 0-2 Japan L 0-2 Tjeckoslovakien L 0-2 Västtyskland L 0-2 Nederländerna L 0-2 USA L 0-2 7:a i gruppen     | Gick inte vidare  | Gick inte vidare  | Gick inte vidare  | Gick inte vidare  |

## Cykling

### Landsväg
Herrar
| Cyklist             | Gren                | Tid             | Placering |
| ------------------- | ------------------- | --------------- | --------- |
| Kumaresan Murugayan | Herrarnas linjelopp | 4:35:45 (+3:23) | 92        |

### Bana
Tempolopp
| Idrottare   | Gren                | Poäng    | Placering |
| ----------- | ------------------- | -------- | --------- |
| Rosman Alwi | Herrarnas tempolopp | 1:10,446 | 25        |

Sprint
| Cyklist     | Gren             | Kval      | Kval      | 1:a omgången (Återkval)                                                         | 2:a omgången             | Semifinal            | Final                | Final            |                  |
| Cyklist     | Gren             | Tid Speed | Placering | Motståndare Tid                                                                 | Motståndare Tid/Resultat | Motståndare Resultat | Motståndare Resultat | Placering        |                  |
| ----------- | ---------------- | --------- | --------- | ------------------------------------------------------------------------------- | ------------------------ | -------------------- | -------------------- | ---------------- | ---------------- |
| Rosman Alwi | Herrarnas sprint | 11,204    | 16        | Hesslich (GDR) Um (KOR) 11,25 L Rep L Harnett (CAN) Carpenter (USA) Lynch (BAR) | Gick inte vidare         | Gick inte vidare     | Gick inte vidare     | Gick inte vidare | Gick inte vidare |

Poänglopp
| Idrottare           | Gren                | Kval  | Kval      | Final            | Final            |
| Idrottare           | Gren                | Poäng | Placering | Poäng            | Placering        |
| ------------------- | ------------------- | ----- | --------- | ---------------- | ---------------- |
| Kumaresan Murugayan | Herrarnas poänglopp | 1     | 13        | Gick inte vidare | Gick inte vidare |

## Friidrott
Herrar
| Idrottare   | Gren                | Heat  | Heat      | Semifinal        | Semifinal        | Final            | Final            |
| Idrottare   | Gren                | Tid   | Placering | Tid              | Placering        | Tid              | Placering        |
| ----------- | ------------------- | ----- | --------- | ---------------- | ---------------- | ---------------- | ---------------- |
| Nordin Jadi | Herrarnas 400 meter | 49,52 | 64        | Gick inte vidare | Gick inte vidare | Gick inte vidare | Gick inte vidare |

Damer
| Idrottare            | Gren               | Heat  | Heat      | Semifinal        | Semifinal        | Final            | Final            |
| Idrottare            | Gren               | Tid   | Placering | Tid              | Placering        | Tid              | Placering        |
| -------------------- | ------------------ | ----- | --------- | ---------------- | ---------------- | ---------------- | ---------------- |
| Josephine Singarayar | Damernas 400 meter | 56,06 | 39        | Gick inte vidare | Gick inte vidare | Gick inte vidare | Gick inte vidare |